# Anomalon sinuatum
Anomalon sinuatum là một loài tò vò trong họ Ichneumonidae.